# Kami Kami Airstrip
Kami Kami Airstrip is een landingsstrook in het ressort Tapanahony in het oosten van het district Sipaliwini in Suriname. Het bedient vooral het mijnbouwgebied dat hier ligt, in het midden van het Nassaugebergte in het noorden, het Lelygebergte in het zuiden, het Brokopondostuwmeer in het westen en de Marowijnerivier in het oosten. Er zijn lijnvluchten naar Zorg en Hoop Airport in Paramaribo. 
De ondergrond van de landingsbaan is van gras. De baan heeft een lengte van circa 540 meter.